# Kg m/40
A Kg m/40 egy könnyű géppuska volt, melyet a svéd hadsereg használt az 1940-es évek folyamán. Kis mennyiségben a németországi Knorr-Bremse is gyártotta a típust a Wehrmacht és a Waffen-SS számára, melynek jelölése az MG 35/36A volt, de a katonák egymás között gyakran a „Knorr-Bremse” becenévvel illették.
A Kg m/40 tárját az FG 42-höz hasonlóan oldalról kellett behelyezni. Lehetőség volt a svéd gyártmányú M1918 BAR géppuskák tárjainak használatára is. 1940-ben nagy szükség volt a géppuskákra Svédországban. A Kg m/37 (svéd BAR változat) gyártása lassan folyt és nem felelt meg a modern gyártási követelményeknek.

## Történet
1940-ben Svédország megvásárolta a gyártási jogát egy viszonylag ismeretlen (és nem valami sikeres) könnyű géppuskának, melyet az 1930-as évek során fejlesztett ki Hans Lauf a német Knorr-Bremse járműfék gyártónál. Ezt a fegyvert 7,92 mm-es Mauser töltényes változatban gyártotta az ausztriai Steyr gyár. Kisebb számban vásárolt belőle a Wehrmacht és a Waffen-SS, de megbízhatatlannak találták, így főleg kiképzési célra használták. A svéd Knorr-Bremse-t a Svenska Automatvapen AB (SAV) gyártotta licenc alapján. Ezt a fegyvert ajánlották fel a svéd kormánynak, majd igen gyorsan rendszeresítették Kg m/40 jelölés alatt. Más svéd vagy német gyártmányú fegyverrel ellentétben az m/40 géppuska nagyon népszerűtlen volt a katonák között megbízhatatlansága miatt. Nagyjából 5000 darabot szállítottak le a svéd kormánynak 1940 és 1943 között, melyeket gyorsan továbbítottak a hadseregnek és a nemzetőrségnek; azonban röviddel a második világháború után a Kg m/40-est kivonták a nemzetőrség szolgálatából.

## Leírás
A Kg m/1940 könnyűgéppuskát a német Knorr-Bremse MG 35/36 könnyűgéppuskából fejlesztették ki, de bizonyos dolgokat megváltoztattak, például megváltoztatták az űrméretet, elhagyták a tűzváltás lehetőségét, változtattak a tölténytáron. A fegyver gáz működtetésű, léghűtéses, csak sorozatlövő módban használható, nyitott zárállásból tüzel. Gázdugattyúja a puskacső felett helyezkedik el a hosszú csőben. A cső egészen a csőszájig kiér, ahol a puskacsőhöz két hajlított csatornával csatlakozik. A fegyvercső zárása egy függőlegesen billenő zárral történik, amely egy lengő láncszemmel van összekötve a gázdugattyú rúdjával. A Knorr-Bremse könnyűgéppuska csak tárból tölthető. A tölténytárat a fegyver bal oldalába kell behelyezni, az üres töltényhüvelyek pedig a jobb oldalon távoznak. A svéd m/40-hez a svéd BAR géppuska (m/21 vagy m/37) módosított tárjait használták, míg a német MG 35/36 a Dreyse MG 13 25 töltényes tárjait használta.
A Kg m/40 géppuskát ellátták egy hordfogantyúval és egy villaállvánnyal, mindkettő a gázdugattyú csövére került felerősítésre. Hátsó irányzéka a svéd típuson diopteres, a német típuson pedig nyílt, V bevágású.